# Year of the Gentleman
Year of the Gentleman è il terzo album in studio del cantautore statunitense Ne-Yo, pubblicato nel 2008 dalla Def Jam Recordings.

## Tracce
1. Closer – 3:54
2. Nobody – 3:07
3. Single – 4:18
4. Mad – 4:15
5. Miss Independent – 3:52
6. Why Does She Stay – 4:33
7. Fade into the Background – 3:18
8. So You Can Cry – 4:18
9. Part of the List – 4:10
10. Back to What You Know – 4:10
11. Lie to Me – 4:27
12. Stop This World – 4:24

Tracce bonus nell'edizione brasiliana
1. So Sick – 3:27
2. Because of You – 3:46
3. Sexy Love – 3:40

Traccia bonus nell'edizione europea
1. What's the Matter – 3:46

Traccia bonus nell'edizione giapponese
1. She Got Her Own (feat. Jamie Foxx & Fabolous) – 5:32

## Formazione
- Ne-Yo – voce, produzione esecutiva, produzione (tracce 1, 2, 4, 5 e 10)
- Stargate – produzione (tracce 1, 4, 5 e 10)
- Polow da Don – produzione (traccia 3)
- Stereotypes – produzione (traccia 6)
- Shomari "Sho" Wilson – produzione (traccia 7)
- Scyience – produzione (tracce 8 e 12)
- Chuck Harmony – produzione (traccia 9)
- Shea Taylor – produzione (traccia 11)

## Classifiche
| Classifica (2008) | Posizione massima |
| ----------------- | ----------------- |
| Australia         | 7                 |
| Austria           | 20                |
| Belgio            | 35                |
| Canada            | 4                 |
| Francia           | 10                |
| Germania          | 22                |
| Giappone          | 1                 |
| Irlanda           | 7                 |
| Italia            | 22                |
| Nuova Zelanda     | 6                 |
| Regno Unito       | 2                 |
| Stati Uniti       | 2                 |
| Svizzera          | 9                 |